# Marguerite Bellanger
Marguerite Bellanger (Saint-Lambert-des-Levées,Francia; 10 de junio de 1838-Villeneuve-sous-Dammartin, 23 de noviembre de 1886) fue una actriz teatral francesa y cortesana. Fue una celebridad  del Segundo Imperio francés por su relación con Napoleón III, a menudo caricaturizada en la prensa contemporánea y considerada el modelo para la Nana de Émile Zola. Una chocolatina fue nombrada también por ella. Se dice que era la amante más odiada de Napoleón III, aunque quizás su favorita. Sobrevivió al derrocamiento de Napoleón en 1870 y falleció en 1886 a los 48 años.

## Primeros años
Marguerite Bellanger nació Julie Justine Marine Lebœuf el 10 de junio de 1838 en Saint-Lambert-des-Levées, (actualmente parte de la comuna de Saumur, Maine y Loira) del humilde matrimonio formado por François Lebœuf y Julie Hanot. Nacida en la pobreza, empezó a trabajar como lavandera en Saumur a los 15 años.
Después de una aventura con un teniente que le abrió los ojos a un mundo más amplio, se convirtió en acróbata  y amazona en un circo provincial, con el que llegó a París donde hizo su debut como actriz en el teatro La Tour d'Auvergne, bajo el nombre de Marguerite Bellanger (el apellido de un tío).

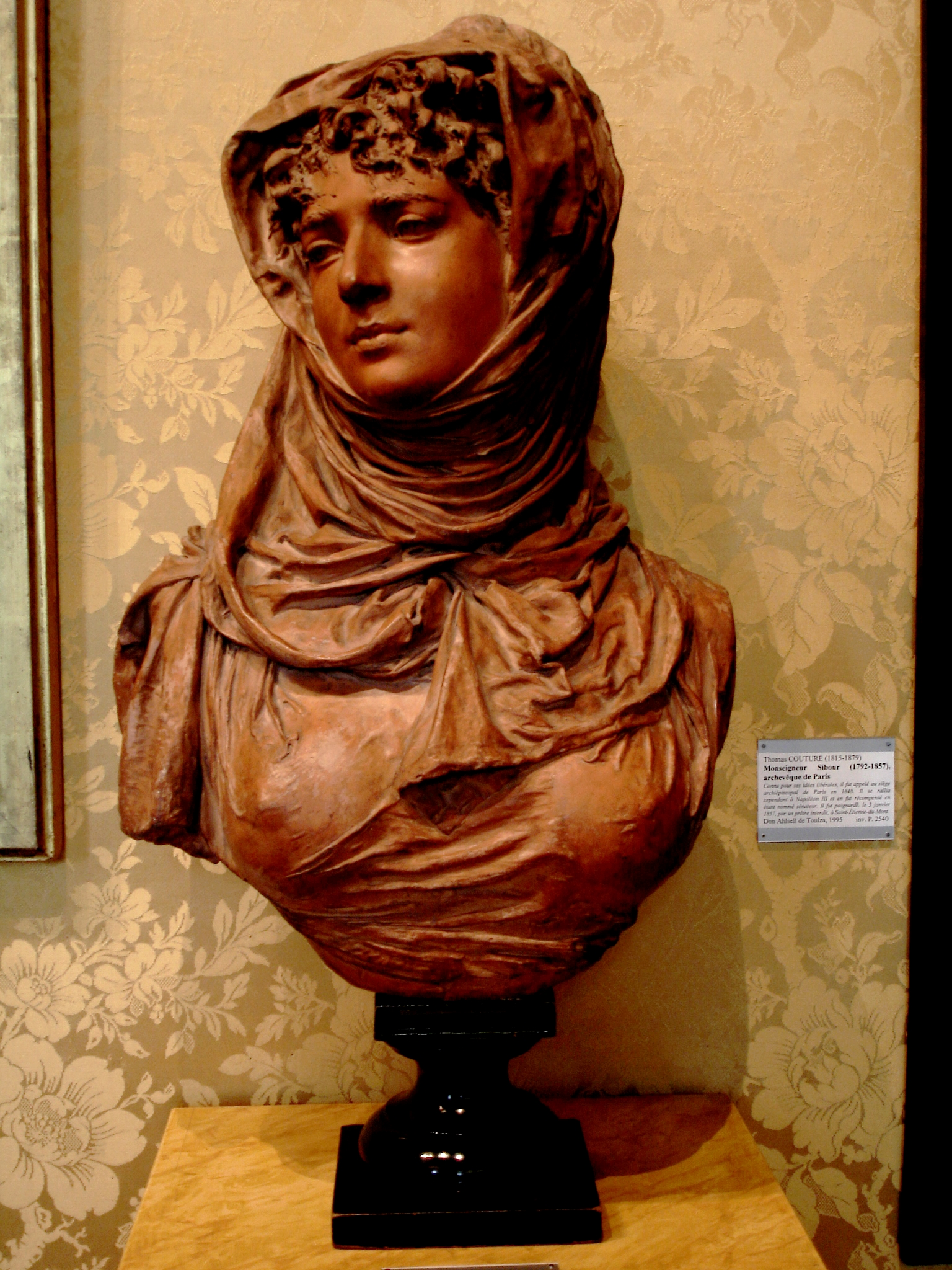
Marguerite Bellanger como Flora.

Aunque su talento interpretativo era escaso, era astuta y pronto se convirtió en una de las más cotizadas cocottes de todo París. Gracias a sus amantes llevó un estilo de vida principesco, y el clímax de su vida galante tuvo lugar en los años 1862–1866. Se dice que comentó: "Es muy bonito París, pero solo es habitable en los barrios hermosos ... En los demás, hay demasiados pobres!" según Le Rappel del 16 de abril de 1871. El autor y dramaturgo, Ludovic Halévy, tiene fama de haber dicho que Bellanger tenía los "pies más delicados de París".
Su celebridad era tal que se convirtió en una figura en el mundo literario y artístico. Zola la cita como amiga de Nana.
Fue fotografiada en traje masculino: para ello, tuvo que pedir permiso al departamento de policía.
Bellanger fue la modelo favorita del escultor Albert-Ernest Carrier-Belleuse, que la representó como una alegoría de la primavera en un elegante busto de terracota que se encuentra en el Museo Carnavalet de París.

## Amante de Napoleón III

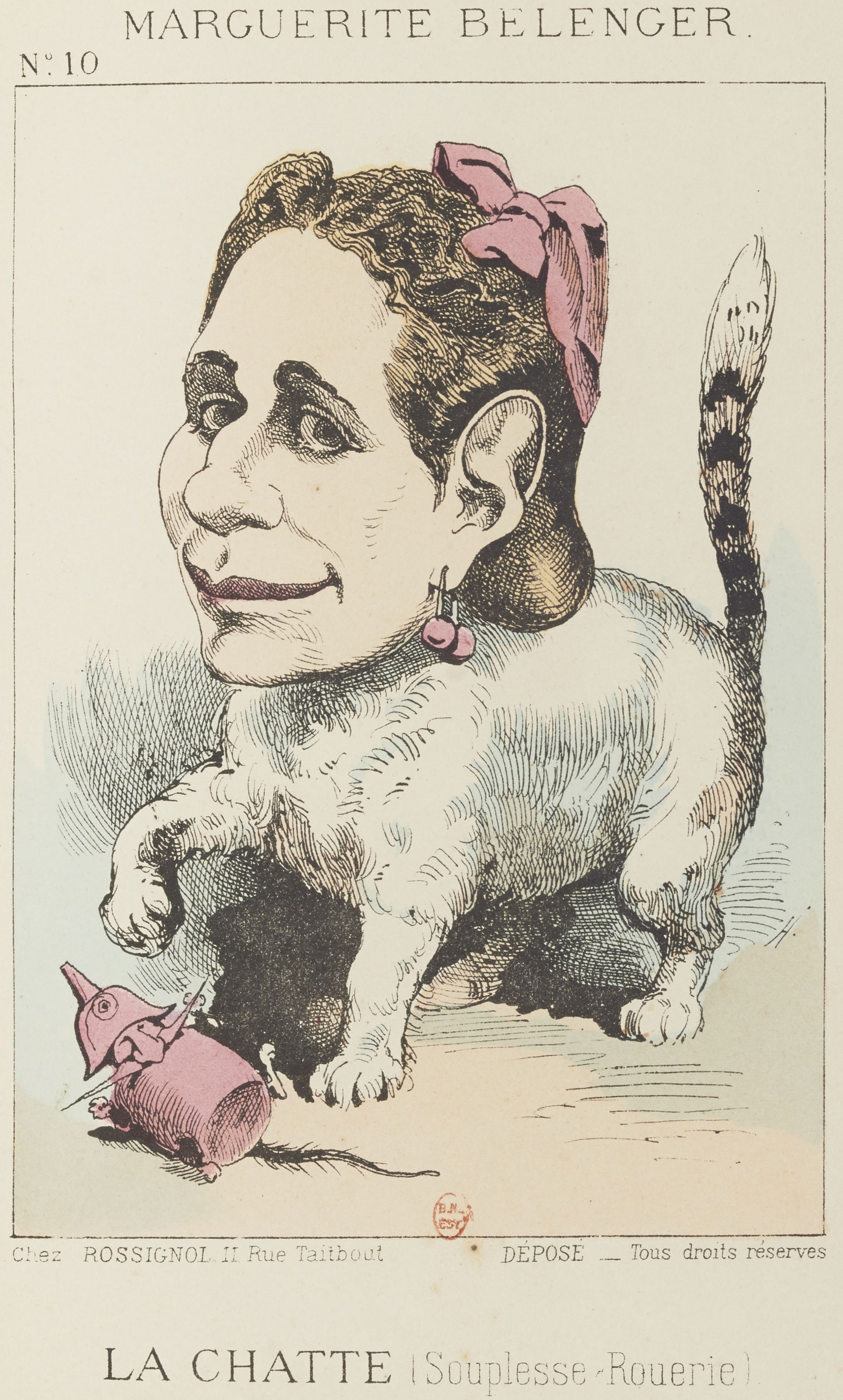
Caricatura de Paul Hadol de Bellanger jugando con Napoleón.

En junio de 1863, mientras pasaba en su carruaje por el Bois de Boulogne, el emperador Napoleón III vio a Bellanger refugiada de la lluvia bajo un árbol. Napoleón quedó fascinado por aquel encuentro casual.
Marguerite Bellanger se convirtió en amante del emperador. Pronto, con el conocimiento de todos incluyendo la emperatriz Eugenia,  lo seguía en viajes privados y oficiales.
Entre sus numerosos regalos, el emperador le dio dos casas, una en 57 rue des Vignes, Passy, y la otra en Saint-Cloud, en el parque de Montretout, la cual tenía una puerta posterior a los jardines del castillo.
El 24 de febrero de 1864, Marguerite Bellanger dio a luz un hijo; que fue registrado como Charles Jules Auguste François Marie Leboeuf.
Después del nacimiento, Bellanger se retiró un tiempo a la rue de Launay en Villebernier y recibió una pensión. En noviembre de 1864, el emperador ofreció a "Margot" el castillo de Villeneuve-sous-Dammartin, cerca de Meaux. El emperador también dio al niño una pensión y el castillo de Mouchy, en el Oise, el cual había comprado muy discretamente algún tiempo antes. Bellanger se convirtió en usufructuaria de la propiedad.
Siempre seductora, Bellanger todavía atrajo hombres tras instalarse en Villeneuve-sous-Dammartin a finales de 1864. Entre sus amantes estuvieron el general de Lignières y, según algunas fuentes, Léon Gambetta.
Fue tema de caricaturas y chismes. Paul Hadol, en su serie de caricaturas "Imperial Menagerie", la retrató como una gata cuyo juguete es el emperador.
Su aventura con el emperador continuó durante la Guerra franco-prusiana, e incluso durante su cautiverio en Westfalia. En 1873, cuando el emperador murió en el exilio en Inglaterra, viajó allí para llorar a su 'querido señor'.

## Vida posterior
Tras la caída del imperio, viajó nuevamente a Inglaterra y se casó con William Louis Kulbach, un oficial del ejército británico. La presencia de la pareja consta en Monchy-Saint-Éloi (Oise), Francia en el censo de 1872. Bellanger indicó una edad de 30 años, aunque en realidad tenía 33 o 34. 
Vivió el resto de su vida como miembro de la clase alta, dedicada a la caridad y las buenas obras.

## Muerte y legado
Marguerite Bellanger murió a los 48 años el 23 de noviembre de 1886 después de contraer un resfriado durante un paseo por el parque del castillo en Villeneuve-sous-Dammartin. Según el certificado de fallecimiento, su marido vivía en Pau. El funeral tuvo lugar el 27 de noviembre en la  iglesia de Saint-Pierre-de-Chaillot y fue enterrada en el Cementerio de Montparnasse.
Su hermano Jules, que tenía empleado en el castillo como jardinero, se benefició de su propiedad. Construyó una bonita casa en Brain-sur-Allonnes, que es ahora el ayuntamiento. 
Su hijo único, Charles Leboeuf, hizo carrera como oficial y murió sin descendencia el 11 de diciembre de 1941. Fue enterrado junto a su madre.

## En la cultura popular

### Filmografía
El personaje de Bellanger aparece en la película de Christian-Jaque Nana (1955), interpretado por Nicole Riche.

### Gastronomía
Marguerite Bellanger está asociada a una especialidad de chocolate: un praliné fue creado para honrarla. Un chocolatero de Saumur diseñó, con la ayuda de los archiveros de la ciudad de Saumur, una especialidad denominada La Marguerite.
El escudo de armas de Marguerite Bellanger aparece reproducido en los chocolates: una margarita con un corazón de plata y pétalos de oro. El praliné "con cuatro especias" (clavo, canela, pimienta y nuez moscada) evoca las calidades que el segundo Imperio buscaba darle: un barniz de corazón, un encanto picante y un vestido imperial.

## Autobiografías
- Bellanger, Marguerite (1882). Confessions de Marguerite Bellanger. Mémoires anecdotiques (en francés). librairie populaire.
- Bellanger, Marguerite (1900). Les Amours de Napoléon III, mémoires de Marguerite Bellanger, sa maîtresse (en francés). P. Fort.

- Datos: Q3290681
- Multimedia: Marguerite Bellanger / Q3290681